# Jimmie Mattern
James Joseph « Jimmie » Mattern (Freeport (Illinois), 8 mars 1905-Palm Desert, 17 décembre 1988) est un aviateur américain.

## Biographie
Jimmie Mattern est connu pour ses diverses tentatives de records en vol. Le 5 juillet 1932, avec Bennett Griffin, il vole sur un Lockheed Vega propulsé par un moteur Pratt & Whitney, de Floyd Bennett Field (New York) à Harbour Grace (Terre-Neuve), puis, à Berlin, effectue un vol sans arrêt de 18 heures 41 minutes. Il tente alors de battre le record de vol autour du monde de Wiley Post et Harold Gatty (en) mais s'écrase le 7 juillet 1932, sans gravité, à Baryssaw en Biélorussie. Bien qu'échouant pour un record du monde, il établit malgré tout le nouveau record de la traversée de l'Océan Atlantique en 10 heures et 50 minutes.
En 1933, il tente de nouveau le record du monde mais en solo. Le 3 juin 1933, il traverse ainsi l'Atlantique mais, le 14 juin effectue un atterrissage forcé en Sibérie. Il est finalement recueilli par les Inuits, secouru par Sigismund Levanevski et ramené à Nome en Alaska par celui-ci.
En 1938, il devient pilote d'essai chez Lockheed et teste le Lockheed P-38 Lightning. Pendant la Seconde Guerre mondiale, il participe au développement d'une version deux places qui réduit de façon significative les accidents.
À la suite d'un accident vasculaire cérébral, il entre en 1946 à la Mayo Clinic. Il perd à ce moment-là sa capacité de voler. Devenu courtier immobilier, il ouvre une agence de voyages.
À la fin des années 1940, il commercialise des instruments de mesure connus sous le nom d'ordinateur Mattern. Restant en contact avec le milieu de l’aéronautique, il participe à plusieurs programmes spatiales, assistent à trois lancements d'Apollo et obtient un Pilot certification in the United States (en). Ce permis est transporté en son honneur sur la Lune par la mission Apollo 11.

## Honneurs et récompenses
- Prix Wesley L. McDonald (en) de la National Aeronautic Association (1973)
- Oklahoma Air and Space Hall of Fame (1981)
- Membre d'honneur de la Society of Experimental Test Pilots

## Écrits
- Cloud country, 1936
- Hawaii to Hollywood, 1936
- Lost in Siberia, 1936
- Wings of Youth, 1936
- The Diary of Jimmy Mattern – Pioneer Airman Autobiography, avec Dorothy Mattern, 1991